# تاکورو کانکو
تاکورو کانکو (ژاپنی: 金子 拓郎؛ زادهٔ ۳۰ ژوئیهٔ ۱۹۹۷) یک بازیکن فوتبال اهل ژاپن است.
از باشگاه‌هایی که در آن بازی کرده‌است می‌توان به باشگاه فوتبال هوکایدو کونسادول ساپورو اشاره کرد.